# Kortrijks
Kortrijks (West-Vlaams: Kortryks) is de variant van het Nederlands zoals dat gesproken wordt in de stad en regio van de Belgische stad Kortrijk. Het is een vorm van het West-Vlaamse dialect dat gesproken wordt in de grote regio rond de stad. Daarnaast bestaat er ook het Centraal-Kortrijks, een stadsdialect dat gesproken wordt in de stad Kortrijk zelf. Door zijn ligging dicht bij de Franse grens bevat het Kortrijks veel Franse invloeden. Het oude stadsdialect van Kortrijk is erg typisch en waarschijnlijk afkomstig van de Franstalige burgerij uit de 19e en 20e eeuw. Binnen de stad zelf kan ook een licht onderscheid gemaakt worden met het 'Overleis', een typisch stadsdialect dat zich door de eeuwen heen ontwikkeld heeft op de wijk Overleie, dat oorspronkelijk niet tot de omwalde stad behoorde.

## Situering
Op vandaag kan het Kortrijks beschouwd worden als de variant van het West-Vlaamse dialect zoals het wordt gesproken in de grote regio rond de stad Kortrijk, dus in de gemeenten Kortrijk, Kuurne, Wevelgem, Lendelede, Harelbeke en Zwevegem. Het Kortrijks (of algemener ook wel Zuid-Oost West-Vlaams) spreidt zich verder uit tot in Moorslede, Izegem en Tielt waar de overgang naar het Iepers en Brugs begint hoorbaar te worden. Ten oosten van Kortrijk en Harelbeke, namelijk in Zwevegem en Deerlijk is er een heel scherpe klankverschuiving die eindigt in het specifieke Waregems.

## Spelling en uitspraak

### Algemene regels
Een van de meest opvallende kenmerken van het Kortrijks is het meer pedante uitspreken van de klanken.

### Specifieke regels
| spelling | voorbeeld                    | commentaar |
| -------- | ---------------------------- | --- |
| ee       | jèste, kjè, vrjè             | Om de nadruk te leggen op de i-klank in de AN-ee, wordt de ee vervangen door iè of jè waardoor na de medeklinker die de lange ee-klank voorafgaat steeds een j wordt toegevoegd. grjèd (gereed), wjè (weide), zjèver (zever), mjèr (meer), jèlegansn (helemaal), Den ièste kiè est vriè de moeite. |
| i        | min, minsn                   | In het Kortrijks worden korte ie-klanken i uitgesproken: Mijn overleg => min overleg; volglijst=> volglyste; mensen => minsn. |
| ui/ij    | eus (huis), meuze (muis)     | De ui/ij wordt uitgesproken als een korte eu (ö): Min weuf bleuft nie beuten moar in eur euzeke; ze goat de computer gebreuk'n met de meuze. |
| g        | gie, garsong                 | De letter g wordt in vergelijking met het Standaardnederlands opmerkelijk pedanter uitgesproken waar er een beetje van de k in doorklinkt, zoals een Franstalige het woord 'gij' zou uitspreken. |
| h        | on (hond)                    | De letter h aan het begin van een woord wordt meestal weggelaten. |
| oo       | skwoane, wok, vwo, lwogieter | De AN-oo wordt als "wo(a)" (oeë) uitgesproken. Hierbij bestaan twee alternatieven naar schrijfwijze toe: het SV compromis volgen en schrijven als wo(a) of als ôo. wok, grwot, vwo (ook, groot, voor); De mwordeneire es uuteindelik ter dwood verwoordièld. Of: ôok, grôot, vôo. De môordenoare es uutendelik ter dôod verôordêeld. |
| t of d   | on (hond), pos (post)        | De letters t en d aan het einde van een woord worden meestal weggelaten: An de pos ston nen on me bloe an zinne poa. woarei (waarheid), an (hand), lan (land in de betekenis van veld of akker), maar ook wordt vaak Ollan (Holland) of Iengelan (Engeland) gezegd. |
| sch      | skarten, typieske, skoes     | De medeklinkercluster sch wordt in het Kortrijk, in tegenstelling tot andere West-Vlaamse dialecten, als sk-klank uitgesproken, bijvoorbeeld typieske (typische) en skoenen (schoenen). Dit is een van de meest opvallende en hoorbare verschillen met de andere West-Vlaamse regio's. verskil, geskiedenisse, skole; Die skôone gastn droagn lêlyke skoes. (Die knappe mannen dragen lelijke schoenen.); Ge moe gie nie teegn myn skeenn skippn! (Jij hoeft niet tegen mijn scheenbenen te schoppen!) |

## Grammatica

### Cijfers
| cijfer | Nederlands    | Kortrijks    |
| ------ | ------------- | ------------ |
| 1      | een           | jin          |
| 2      | twee          | twije        |
| 3      | drie          | drije        |
| 4      | vier          | fiere        |
| 5      | vijf          | fuve         |
| 20     | twintig       | twinte       |
| 30     | dertig        | derte        |
| 40     | veertig       | fijerte      |
| 45     | vijfenveertig | fuvenfjierte |
| 50     | vijftig       | fifte        |
| 60     | zestig        | tzeste       |
| 80     | tachtig       | tachente     |
| 90     | negentig      | tneegte      |
| 100    | hondert       | ondert       |
| 1000   | duizend       | duzt         |

## Diverse

### Enkele typische uitdrukkingen
helemaal, over het hele eind = van ensentens (ens tot ens)
Heb je iets tegen mij?	= Ei iets (twuk) tegen ikke?
Het is er aan te zien = te te zien
Het was maar juist om = 	twa mo zuste vo
Kom eens terug = kiejire nekieji weere

### Enkele bekende Kortrijkse liedjes
- 'Sintnikloas', 'Ik ben Johny', 'Magrietje' en 'Slekke' en vele andere van Johny Turbo
- de Kortrijkse groep Gèsman, zingt ook in het Kortrijks

### Trivia
- Het Kortrijkse dialect wordt ook in het theater gebruikt. Zo vindt er jaarlijks de Kortrijkse Revue plaats waarbij een toneelstuk wordt opgevoerd in de Kortrijkse Stadsschouwburg volledig in het Kortrijks. Ook op Overleie worden door de vereniging De Spatjes voorstellingen opgevoerd in het Kortrijks.
- In de tv-serie Het goddelijke monster op Eén wordt uitdrukkelijk Kortrijks gepraat.